# Ritratto di giovane veneziano
Il Ritratto di giovane veneziano è un dipinto a olio su tavola (47x35 cm) di Albrecht Dürer, firmato e datato 1506, e conservato nei Musei di Strada Nuova - Palazzo Rosso di Genova. Al centro in alto presenta una scritta autografa: "Albrecht Dürer Germanus faciebat post Virginis partum 1506" (ovvero, nell'anno del Signore 1506) accompagnato dal monogramma con cui l'artista siglava le sue opere composto da una A che contiene una D.

## Storia
Dalla data 1506 si deduce che l'opera risalga al secondo soggiorno veneziano di Dürer e ritrae probabilmente un giovane benestante locale, pur nell'incertezza dell'identità dell'effigiato. Nel XVI secolo il dipinto era parte della collezione di Gabriele Vendramin e dopo la sua morte, nel1610, la raccolta passò al pittore e collezionista Nicolas Régnier. Alla morte di quest'ultimo, nel 1666, il dipinto fu acquistato da Giuseppe Maria Durazzo. Sua figlia Maria la portò poi in dote a Palazzo Rosso a Genova, maritandosi con Giovanni Francesco II Brignole-Sale.

## Descrizione e stile
L'opera non è in condizioni ottimali, a causa di un maldestro restauro ottocentesco. L'uomo è rappresentato a mezzo busto, con la testa di tre quarti verso sinistra, voltata verso lo spettatore con uno sguardo fisso e intenso. Lo sfondo è uniforme, di tonalità verde, come in numerose altre opere dell'artista. Il giovane indossa un mantello nero, dello stesso colore del berretto con ampie falde rigirate, e una casacca marrone da cui si intravede, al collo, la camicia bianca. Ha lunghi capelli fluenti ai lati del viso, gli occhi chiari, il naso dritto, il volto ben ovale e un accenno della ricrescita di barba e baffi.
Alcuni (come Suster) vi scorgono l'influenza di Giorgione nelle calde sfumature del viso, con ombreggiature fatte coi rossi e coi marroni, che rimandano alla lezione del tonalismo veneto.